# Баптистское миссионерское общество
Баптистское миссионерское общество (англ. BMS World Mission или англ. Baptist Missionary Society) — христианское миссионерское общество, основанное баптистами Англии в 1792 году. Штаб-квартира находится в Дидкоте, Англия.

## История
Общество было основано в 1792 году как Особое баптистское общество по распространению Евангелия среди язычников (англ. Particular Baptist Society for the Propagation of the Gospel Amongst the Heathen) на собрании в Кеттеринге, Англия, где двенадцать служителей, Томас Бландел, Джошуа Бертон, Джон Эйрс, Эндрю Фуллер, Абрахам Гринвуд, Уильям Хейтон, Рейнольд Хогг, Сэмюэл Пирс, Джон Райланд, Эдвард Шерман, Джон Сатклифф, Джозеф Тиммс, подписали соглашение.
Уильям Стоутон, присутствовавший на встрече, не подписал соглашение, поскольку не был священником.
Первые миссионеры, Уильям Кэри и Джон Томас, были отправлены в Бенгалию, Индия, в 1793 году.
За ними последовали многие сотрудники сначала в Индию, а затем в другие страны Азии, Карибского бассейна, Африки, Европы и Южной Америки. Общество открыло миссии в Китае в 1860 году. Тимоти Ричард – один из самых известных баптистских миссионеров в Китае. Оно начало действовать в китайской провинции Шаньси в 1877 году, несмотря на враждебное отношение местных жителей к «иностранным дьяволам». Во время Ихэтуаньского восстания 1900 года все его миссионеры были убиты вместе со всеми 120 новообращенными.
С 2000 года общество известно под названием «BMS World Mission».

## Историография
Фрэнсис Огастес Кокс написал историю общества с момента его создания до 1842 года.  Брайану Стэнли было поручено написать историю общества к его двухсотлетию (1992 г.).

## Список известных миссионеров
- Преподобный Сэмюэл Пирс (1792 г.)
- Уильям Кэри (1793)
- Джон Томас (1793)
- Доктор Уильям Йейтс (1814 г.)
- Джеремия Филлипс (1836)
- Джордж Гренфелл (1849–1906), исследователь и миссионер в Демократической Республике Конго.
- Доктор Клемент Клэптон Честерман (1920-1936), который первым успешно применил массовую химиотерапию трипаносомоза, работал в Якусу в Демократической Республике Конго
- Доктор Эрнест Прайс (1907-1990), первооткрыватель подокониоза[14]. Он работал в Пимуи в Кимпесе в Демократической Республике Конго.
- Доктор Стэнли Джордж Браун (1907–1986), «Мистер Проказа», который сменил доктора Честермана в Якусу в Демократической Республике Конго
- Шарлотта Уайт (1782–1863), американка, первая одинокая женщина, назначенная миссионером; жена миссионера общества Джошуа Роу, работавшая в Диге, Индия, с 1816 по 1826 год
- Доктор Дэвид Хедли Уилсон (1928-2015), первый президент Королевского колледжа неотложной медицины[15], сменивший доктора Прайса в Пиму и Кимпесе в Демократической Республике Конго

## Внешние ссылки
- Официальный веб-сайт